# Эль-Виам
Эль-Виам (фр. Parti de l'Entente Démocratique et Sociale), Партия демократического и социального согласия — политическая партия в Мавритании.

## История
Эль-Виам — оппозиционная партия, участвовавшая в протестах 2011 года. Протестовала против авторитарного правления Мухаммеда ульд Абдель-Азиза. На выборах 2013 года партия получила 10 мест в парламенте, она стала третьей по величине партией в Национальном собрании. Партия выдвинула кандидата на президентских выборах 2014 года, он занял 3 место, набрав 4,5 % голосов.